# Літак АН-2 (срібна монета)
«Літа́к АН-2» — пам'ятна срібна монета номіналом 10 гривень, випущена Національним банком України, присвячена багатоцільовому літаку, призначеному для перевезення вантажів і пасажирів, родоначальнику великого сімейства «Анів». Перший політ літака відбувся 31 серпня 1947 року, а серійне виробництво розпочато в 1949 році на Київському авіазаводі (нині — «Авіант»). Усього розроблено 18 модифікацій літака. АН-2 — один із наймасовіших і довговічніших літаків у світі, серійний випуск якого продовжується і в наш час. Він експортувався в 23 країни світу.
Монету введено в обіг 22 травня 2003 року. Вона належить до серії «Літаки України».

## Опис монети та характеристики
| Номінал грн. | Метал            | Маса, г      | Діаметр, мм | Якість виготовлення | Гурт     | Тираж, штук |
| ------------ | ---------------- | ------------ | ----------- | ------------------- | -------- | ----------- |
| 10           | срібло 925 проби | 31,1 / 33,62 | 38,6        | пруф                | рифлений | 3 000       |

### Аверс
На аверсі монети в центрі в намистовому колі зображено малий Державний Герб України в оточенні алегоричної композиції із сонця, стилізованого крила, птахів (праворуч) та зірок, що втілює мрію людства досягти космічних висот, та кругові написи: «УКРАЇНА», «2003», «10», «ГРИВЕНЬ», а також позначення металу та його проби — «Ag 925», вага в чистоті — «31,1»; та логотип Монетного двору Національного банку України.

### Реверс

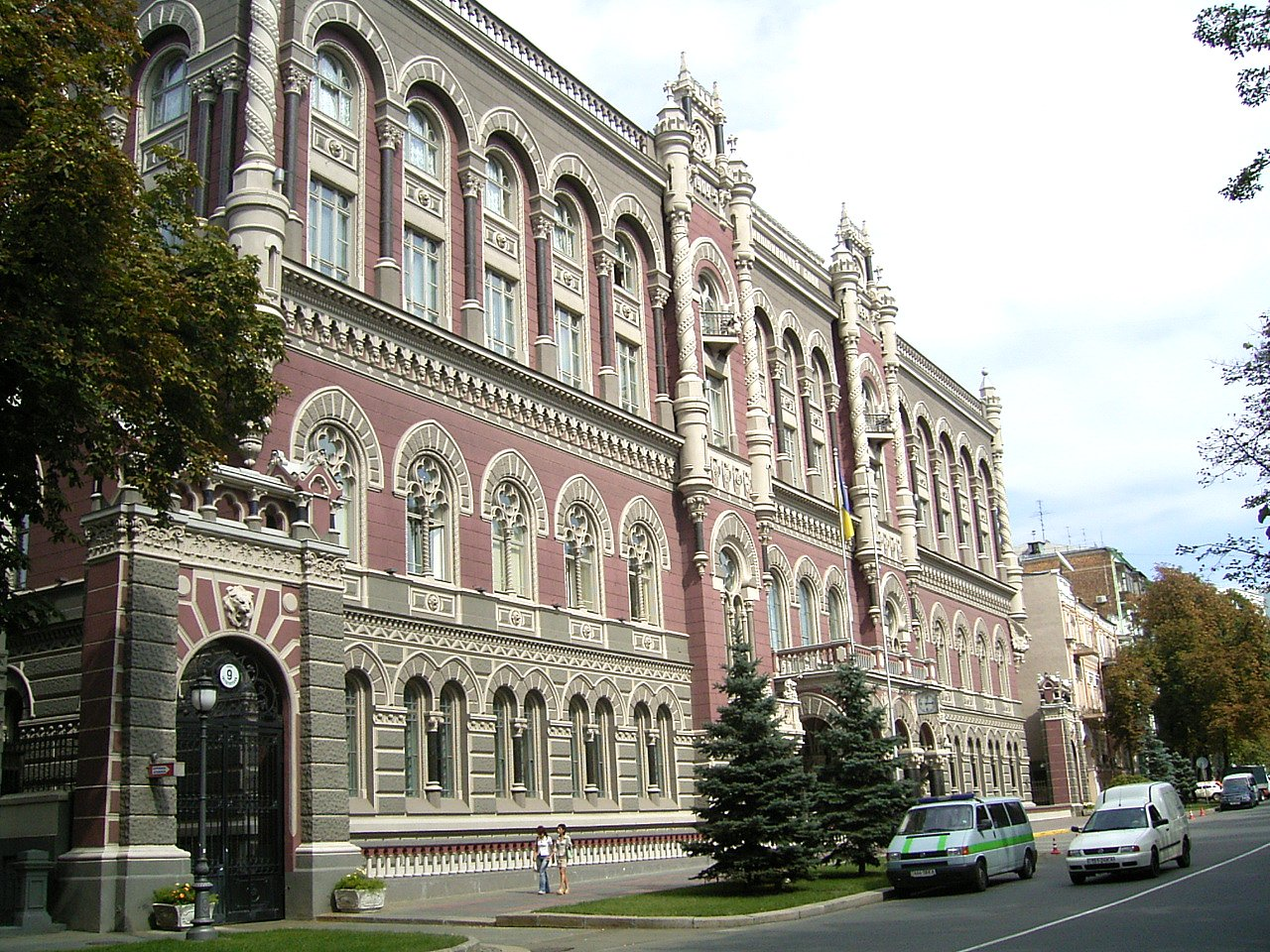
Будівля Національного банку України

На реверсі монети зображено літак «АН-2» та кругові написи: угорі — «ЛІТАКИ УКРАЇНИ»; унизу — «АН-2» та «AN-2», між якими розміщено логотип «АН».

## Автори
- Художник — Дем'яненко Володимир.
- Скульптор — Дем'яненко Володимир.

## Вартість монети
Ціна монети — 575 гривень була вказана на сайті Національного банку України в 2012 році.
Фактична приблизна вартість монети, з роками змінювалася так:
| Рік        | 2010  | 2011  | 2012  | 2013  | 2014 | 2015  | 2016  | 2017  | 2018  | 2019  | 2020  | 2021  | 2022  | 2023  | 2024  | 2025  |
| ---------- | ----- | ----- | ----- | ----- | ---- | ----- | ----- | ----- | ----- | ----- | ----- | ----- | ----- | ----- | ----- | ----- |
| Ціна, грн. | 1 750 | 1 750 | 1 750 | 1 750 | 970  | 1 050 | 1 900 | 2 000 | 2 000 | 1 400 | 1 650 | 2 500 | 2 600 | 5 400 | 7 050 | 7 000 |